# Hughan Gray
Hughan Gray, né le 25 mars 1987, est un footballeur international jamaïcain. Il évolue au poste de milieu de terrain au sein du club finlandais du Vaasan Palloseura.

## Biographie

### En club
Avec le club du Waterhouse FC, il participe à la Ligue des champions de la CONCACAF. Lors de cette compétition, il inscrit un but face au club américain du DC United en septembre 2014.

## Palmarès
Avec l'équipe de Jamaïque, il remporte la Coupe caribéenne des nations 2014, en battant l'équipe de Trinité-et-Tobago aux tirs au but.
Il remporte la Coupe de Jamaïque en 2013 avec le Waterhouse FC, avec qui il est également deux fois vice-champion de Premier League en 2013 et en 2014.